# Pseudophilautus dimbullae
Philautus dimbullae es una especie extinta de rana que habitaba en la isla de Sri Lanka. 